# Dianshanhu (köpinghuvudort i Kina, Jiangsu Sheng, lat 31,18, long 121,02)
Dianshanhu är en köpinghuvudort i Kina. Den ligger i provinsen Jiangsu, i den östra delen av landet, omkring 230 kilometer sydost om provinshuvudstaden Nanjing. Antalet invånare är 50 067. Befolkningen består av 23 811 kvinnor och 26 256 män. Barn under 15 år utgör 5,0 %, vuxna 15-64 år 86 %, och äldre över 65 år 8,0 %.
Runt Dianshanhu är det mycket tätbefolkat, med 1 095 invånare per kvadratkilometer. Närmaste större samhälle är Anting, 17,9 km nordost om Dianshanhu. Trakten runt Dianshanhu består till största delen av jordbruksmark.
Genomsnittlig årsnederbörd är 1 436 millimeter. Den regnigaste månaden är augusti, med i genomsnitt 208 mm nederbörd, och den torraste är januari, med 53 mm nederbörd.